# Gosener Berge
Die Gosener Berge (auch Gosenberge genannt) sind ein bewaldeter Hügelzug mit Höhen bis zu 80 Metern auf dem Gebiet der Gemeinde Gosen-Neu Zittau im äußersten Westen des Landkreises Oder-Spree in Brandenburg. Die Gosener Berge sind teilweise abgetragen und bebaut. Entstanden ist der Höhenzug im Eiszeitalter.

## Entstehung
Die Gosener Berge sind, wie ganz Berlin und Brandenburg, von den aus Skandinavien vorstoßenden Gletschern während des Eiszeitalters geformt worden. Sie bestehen daher meist aus Schmelzwassersand und vereinzelt Geschiebemergel. Dabei sind die Gosener Berge sowohl aus Ablagerungen der vorletzten Saale- als auch der jüngsten Weichseleiszeit aufgebaut. Die Ablagerungen, aus denen die Müggelberge bestehen, wurden durch den Eisdruck zum Teil intensiv gestört (gestaucht). Dennoch sind die Gosener Berge keine Endmoräne, da sie völlig isoliert wie eine Insel im Berliner Urstromtal liegen und keinen Sander besitzen. Die Gosener Berge sind vielmehr Teil einer längeren Hügelkette, die sich nach Nordwesten hin bis zu den Müggelbergen und im Südosten bis zum Stahlberg erstreckt. 

## Lage
Die Gosener Berge sind durch den Seddinsee im Westen und den Wernsdorfer See im Osten von dem Rest des Höhenzuges getrennt.

## Geschichte

### Nutzung der Sandlagerstätten
Um 1900 wurde damit begonnen, die Gosener Berge abzutragen, um Sand zu gewinnen. Nach dem Zweiten Weltkrieg dienten die sandigen Senken und sumpfigen Seeufer auch zur Ablagerung von Trümmerschutt.

### Schillerwarte

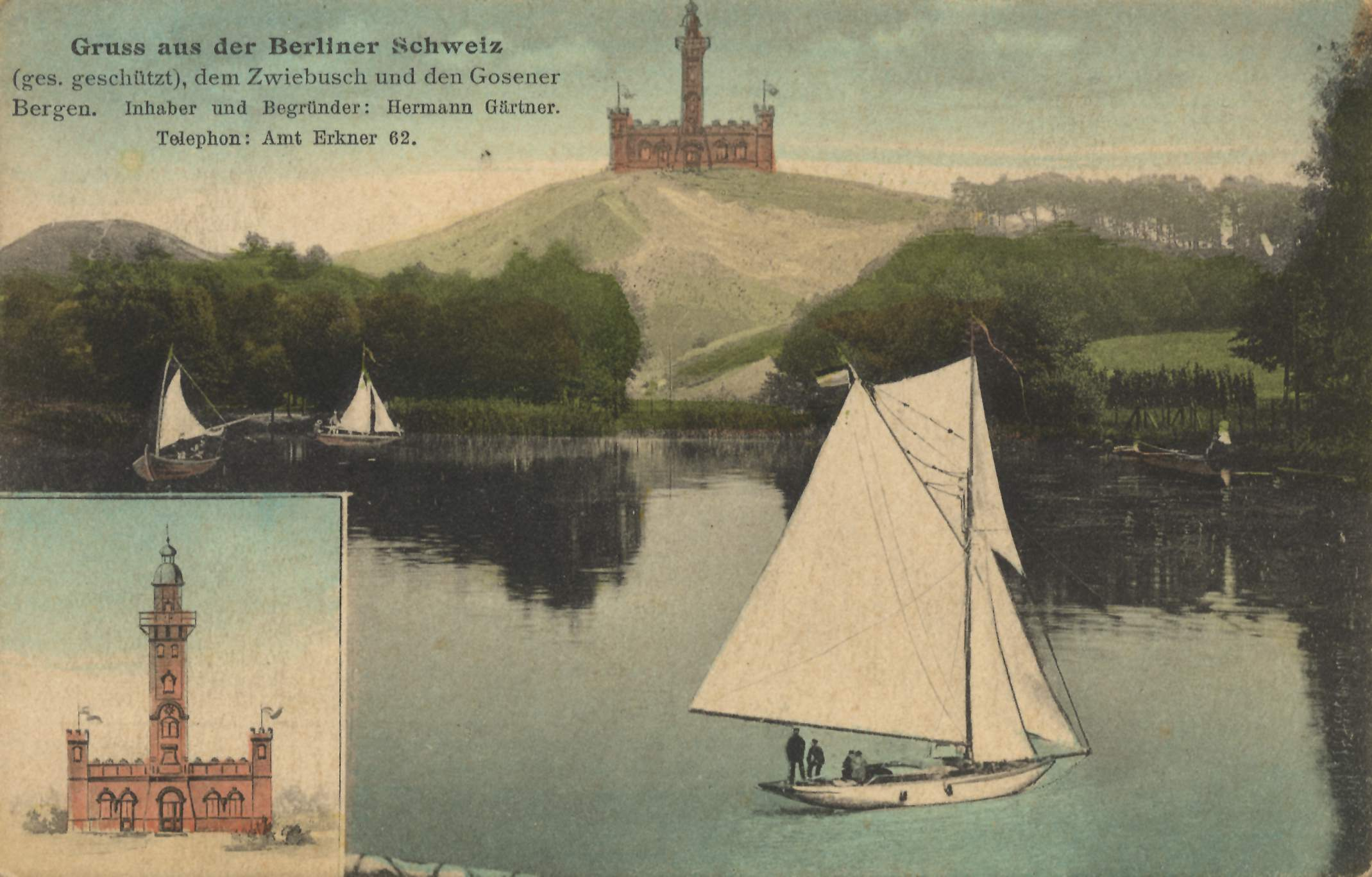
Schillerwarte auf den Gosener Bergen

Auf dem Plateau der Gosener Berge entstanden bis zum Jahr 1905 das Gasthaus Schillerwarte und ein Jahr später ein Aussichtsturm, der seinen Namen nach dem deutschen Dichter Friedrich Schiller erhielt. 
Im Jahr 1957 mussten beide Bauwerke wegen Baufälligkeit schließen, dieser Aktion folgten Vandalismus und Diebstahl. So finden sich in den 2010er Jahren nur noch Reste des Fundaments – und ein Wanderweg heißt An der Schillerwarte.